# 中国龍シリーズ
中国龍シリーズ（ちゅうごくりゅうシリーズ、英：Chinese Dragon Series）は、アルタが開発しエイブルコーポレーションが販売した中国龍作品の総称を指す。
龍が主人公として物語が進む麻雀パイのパズルゲームである。シリーズは古いものから、『中国龍』、『中国龍2』、『中国龍3 スペシャル』、『中国龍2001』、『中国龍プリティチャンス』の5作品存在する。それぞれの作品について以下に記述する。

## 概要
システムは、メトロからリリースされた『牌砦』の3個バージョン。『中国龍』のリリース後、メトロが3つ組を消すルールとした『大牌砦』をリリースしたため、『中国龍』と大差ない内容になった。コナミが開発したエターナルナイツ内のカジノゲームに本作と似たルールを採用した『7sダイヤモンド』と言うものがある。

## 中国龍
1995年5月に発売。シリーズ1作目となる今作は、『上海』に良く似た積み重なった牌を取っていくパズルゲームとして人気となった。

### システム
積み上げられた牌をカーソルで選択する。
選択可能な牌は、上に牌がないものか、左右どちらかが空いているもののみ。
選んだ牌はストッカーに移動。
ストッカーに同じ柄の牌が3つ入ると消える。最大貯蔵数は7個で、仮に入ったとしても牌が消えなければアウト。
画面上にある牌を全て消すとクリア。
一定の得点に達すると画面上部にアイテムがストックされていく。
アイテムは全部で三種類あり、一手戻すリバース、牌を消す爆弾、取れる牌を探して消してくれるサーチに分かれている。

## 中国龍2
主人公である龍のキャラクターが敵の城を破っていくストーリー。
物語が追加され、ロールプレイング仕様となった。
本作から、最序盤・コンティニュー直後のみコンピュータが一番良い牌を教えてくれるようになる補助機能が付き、難易度は易しくなっている。
また、ケイブより本作ベースの携帯アプリがリリースされている。

## 中国龍3 スペシャル
本作はタイトルに「スペシャル」とついているが、これは日本向けにつけられた邦題であり現地版では「中国龍3」として発売されている。
脱衣要素があり、各ステージクリア後にボーナスステージが3種類登場。6人の女の子が登場し、それらをクリアするたびにグラフィックを見ることができる。
新たに4つの新機能が加わった(システム参照)。

### システム
- 新たに追加された機能

【アイテム】
本作よりどんな状況でも条件無しに牌を取れる「アーム」と、下に埋もれている牌を見ることができる「透視」の2つのアイテムが追加された。
【コース】
難易度は易しめだが時間が少なめの「スピードコース」か、難しいが時間が多めの「テクニカルコース」の2つを各ステージ毎に選択することが可能になった。

## 中国龍2001
前から登場していた主人公の龍に加え、サラリーマン風の男性キャラクターも追加された。
脱衣要素が無くなったり、新たなシステムが追加されたりした。

### システム
取ると周りの牌の種類が変化する「風神牌」が追加された。
また、ゲーム開始時に面構成が簡単な練習モード・全ステージ・難易度が高い挑戦モードを選択できるようになった(いずれもステージ5まで)。

### 評価
2003年1月に、ミディ・テーブル型ビデオゲーム（基板）1日あたりの売上トップ30にランクイン（28位）。8月には上半期売上42万円でトップ30にランクインした（25位）。

## 中国龍 プリティチャンス
ゲーム前半のノーマルモードではルート分岐があり、登場する女性やステージ構成が変わってくる。それが終了すると、難易度が高くノーマルモードで選択されなかった女性が登場するプロモードに移行するシステムとなっている。